# Gare de Huesca
La gare de Huesca est une gare ferroviaire espagnole de la ligne de Saragosse à Canfranc située sur le territoire de la commune de Huesca, dans la comarque de Hoya de Huesca, dans la province de Huesca, en Aragon.  
Elle est mise en service en 1864 par la Compañía del Ferrocarril de Zaragoza a Barcelona (ca). 
C'est une gare d'Administrador de infraestructuras ferroviarias (ADIF) desservie par des trains AVE de la ligne 56 de Media Distancia de Renfe Operadora. 

## Situation ferroviaire
Établie à 458 mètres, la gare se trouve au point kilométrique (PK) 88,536 de la ligne de Saragosse à Canfranc, entre les gares ouvertes de Tardienta et d'Ayerbe. Elle est séparée de ces deux gares respectivement par les gares aujourd'hui fermées de Vicién et d'Alerre.

## Histoire
La gare à été mise en service en 12 septembre 1864, lors de l'ouverture du tronçon entre Tardienta et Huesca de la ligne de Saragosse à Canfranc, par la Compañía del Ferrocarril de Zaragoza a Barcelona,.
La nouvelle gare est inaugurée en 2001. L'ancienne, sans intérêt architectural ni artistique, a été démolie peu après la construction de la nouvelle.
Jusqu’en 2006, Huesca était la seule gare d’Espagne où les trains en direction des Pyrénées devaient entrer dans la gare, s’arrêter, puis reculer d’environ cinq cents mètres pour prendre l’aiguillage vers Canfranc.
En 2007, ADIF a achevé les travaux de la déviation ferroviaire de Huesca. Depuis lors, les trains de marchandises en provenance de Saragosse et à destination de Jaca et Canfranc n’entrent plus dans la gare. De plus, une gare marchandises à également été construite sur la voie de déviation.
L’actuelle gare est de plan carré, avec un hall situé au niveau de la rue. Au-dessus, deux tours de quatre étages accueillent un hôtel et des salles pour banquets.

## Fréquentation
En 2018, la fréquentation annuelle de la gare était de 200 752 voyageurs.

## Service des voyageurs

### Accueil
La gare est en cul-de-sac.

### Desserte
Elle est desservie par des trains AVE de la ligne 56 de Media Distancia de Renfe Operadora.

### Intermodalité
Elle est adjacente à la gare routière de la ville.